# 甲府中央商店街
甲府中央商店街（こうふちゅうおうしょうてんがい）は、山梨県甲府市中央にある商店街の総称である。

## 概要
甲府駅から見て南東側に位置し、範囲としては北は城東通りから南は相生交差点から東西に延びる城東バイパスからの延長道路、東は遊亀通りから西は平和通りまでの南北に250m、東西に300mの範囲内に収まっている。また、エリア内にいくつもの通りがあり、それぞれ通りにちなんだ商店街がある。

### 歴史

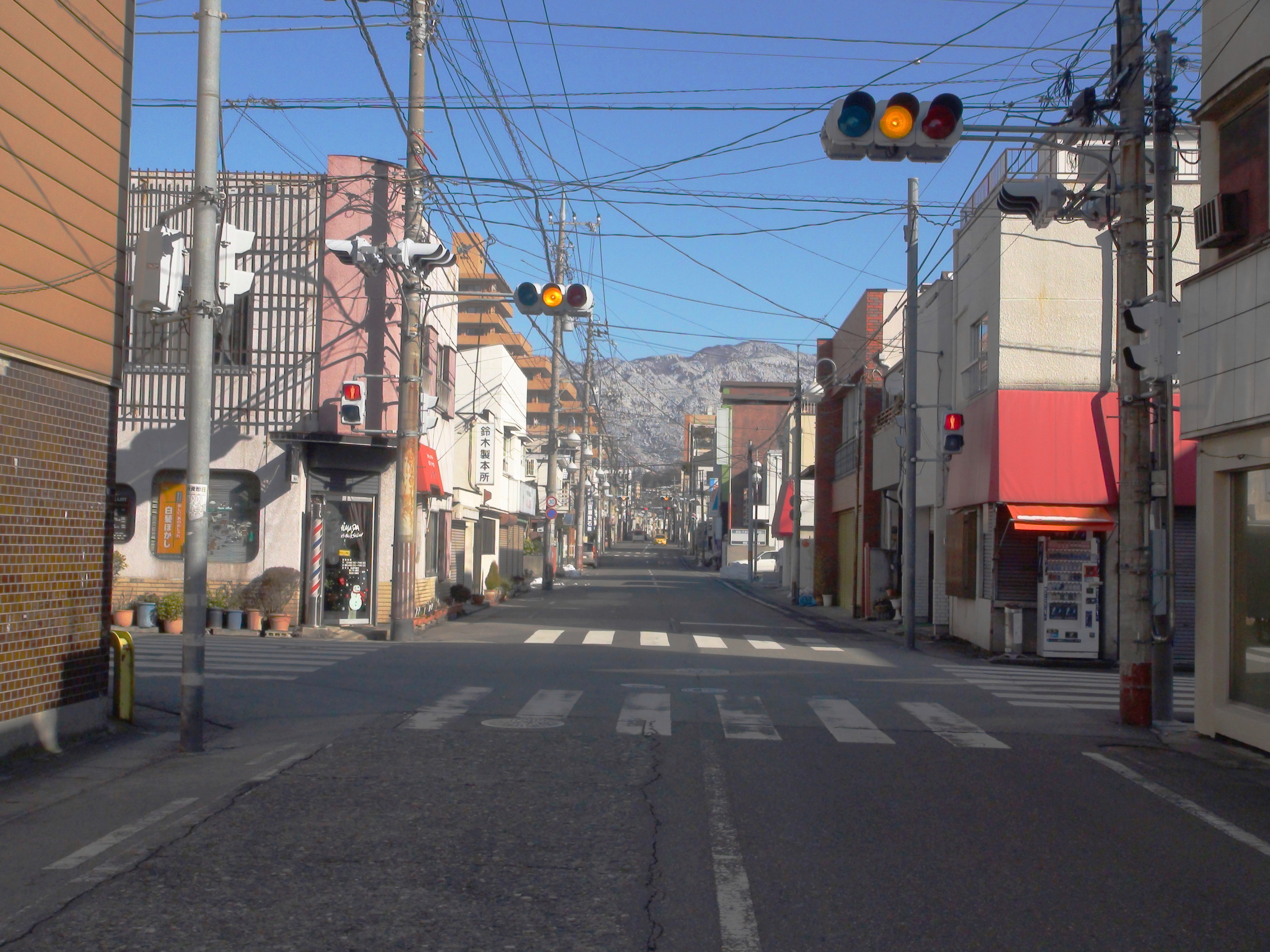
江戸期甲府城下の経済的中心地、八日町（現在の中央4丁目、5丁目付近）

甲府市街地は近世初頭に築造された甲府城の城下町として発展しており、現在の甲府中心市街地は内郭部分の旧武家地にあたり、1878年（明治11年）の廃城令により二ノ堀が埋め立てられ官公用地として開発され、山梨県庁舎や甲府市役所などの官公庁施設の進出や中央本線の開通などにより中心市街地や繁華街として発展した。
対して甲府中央商店街は三ノ堀に囲郭された町人地に由来し、甲府城下の町人地は北側の古府中と南東の新府中があり、中央商店街は新府中にあたる。新府中は東西に甲州街道が通過し、江戸中後期には経済的中心地として発展し、八日町には高札場や甲府町年寄の屋敷が存在し「府中一のよき所」『裏見寒話』と評され、緑町には亀屋座が存在し諸芸興行が行われていたほか、料理屋なども多く存在していた。また、江戸後期には大通りを幕絵で飾る甲府道祖神祭礼が行われ、歌川広重をはじめとする人気浮世絵師の幕絵が飾られた。
明治後には内郭部分の旧武家地が払い下げられたため市街の中心部が移動する。甲府空襲により一度は焼け野原となるもすぐに復興し、高度経済成長時代は周辺の百貨店や大型ストアとともに甲府商工推進振興会を結成し活性化を図っていたが、モータリゼーション以降は車社会に対応できず低迷している（後述）。

## 商店街一覧

### 繁華街
戦前から百貨店や専門店が多く存在する地域。昼型の店舗が多いのが特徴である。

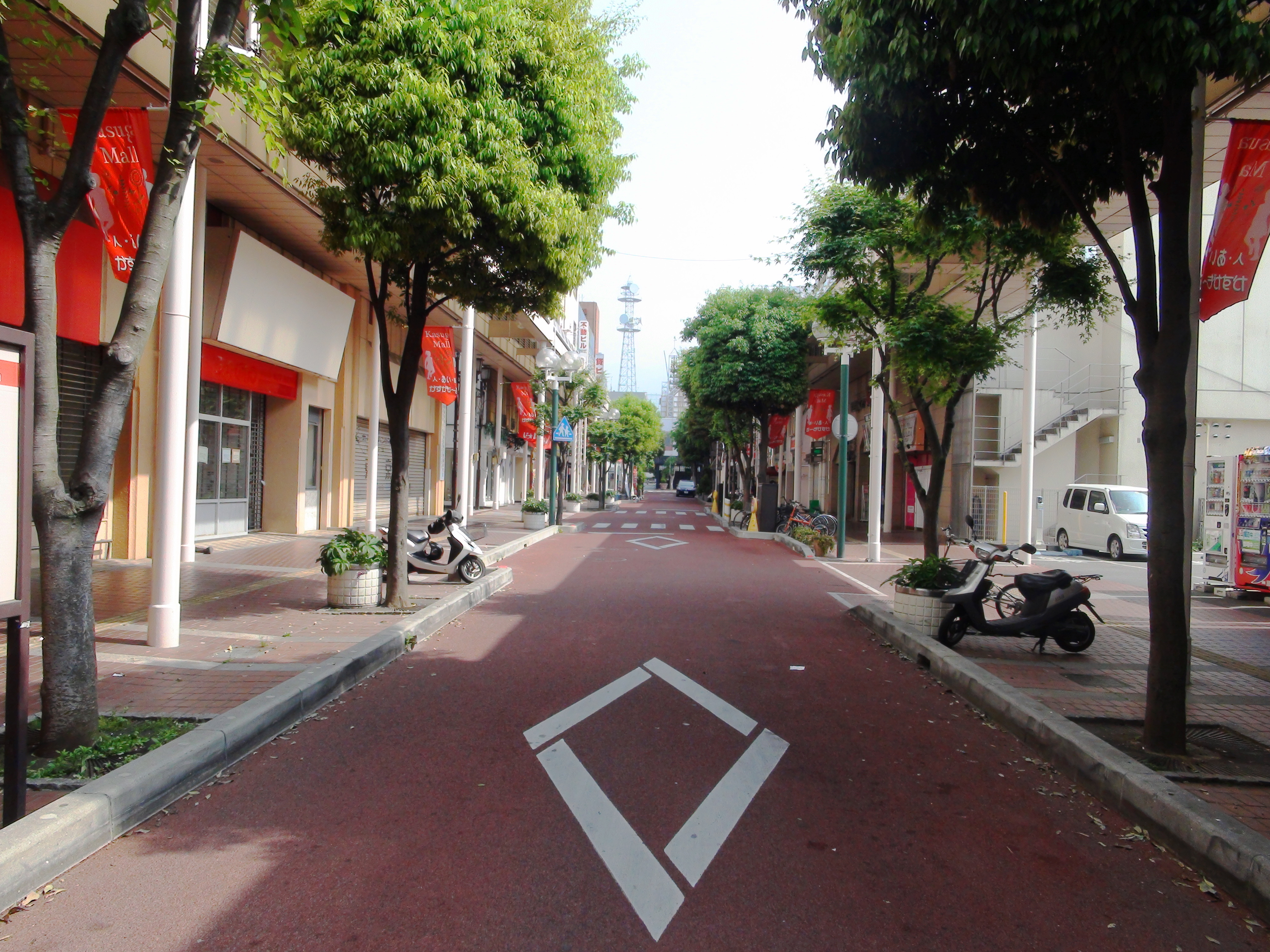
かすがもーる
かつての岡島百貨店（2024年現在は解体工事中）と山梨中央銀行本店の南側を起点に、甲府銀座ビル（現・デュオヒルズ甲府）までの南北100mにわたり伸びる商店街。元々は春日町商店街であったが、1987年（昭和62年）に整備され、現在の名前に改称された。通りには居酒屋や映画館をはじめヴァンフォーレ甲府のオフィシャルショップや山梨学院大学の学生チャレンジショップなどがある。車の通り抜けが可能である。同年、手づくり郷土賞（いきいきとした楽しい街並み）受賞。歩道部分はアーケードで覆われている。
甲府銀座商店街（こうふぎんざしょうてんがい）
甲府銀座ビル（デュオヒルズ甲府）から東側にある遊亀通りまで東西200mにわたり伸びる商店街。全体をアーチ状のアーケードに覆われており、車の通行は不可。東側へ進むと開発により建てられた甲府ワシントンホテルプラザがある。
エル西銀座商店街（エルにしぎんざしょうてんがい）
甲府銀座ビル（デュオヒルズ甲府）から西側の官公庁街の裏通りになっている鶴舞通りに東西100mにわたり伸びる商店街。歩車分離はされているが狭く、車は一方通行である。古い商店が建ち並んでいる。

### 歓楽街

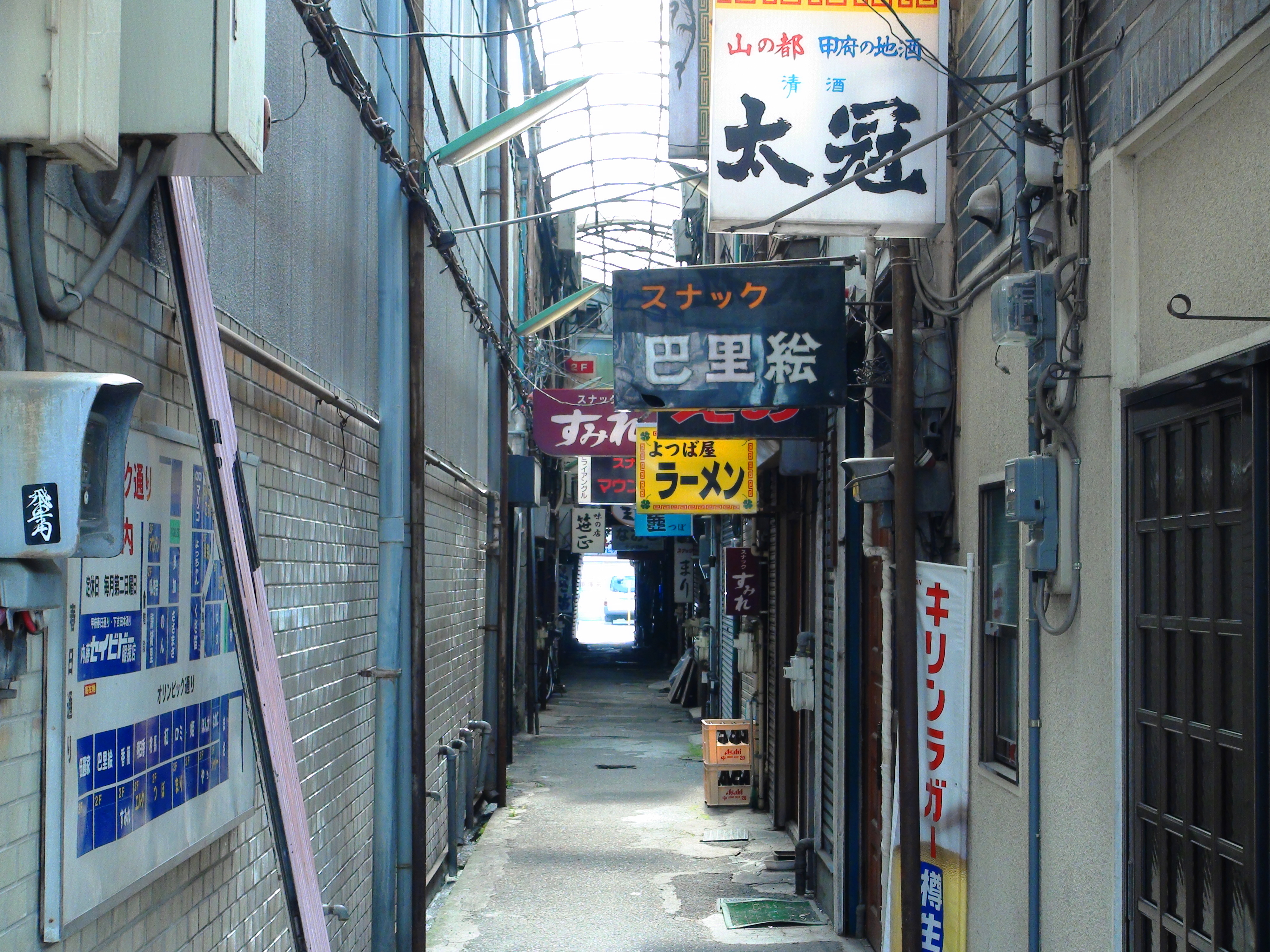
通称裏春日と呼ばれる一帯には小規模な飲食店が密集している。

歓楽街の地域は通称「裏春日」（うらかすが）と呼ばれている。昼は寿司屋などの日本料理店が開いている程度であるが、夜になると居酒屋やキャバクラなどの呑み街となる。また、県内随一の風俗街でもある。
春日あべにゅう（かすがあべにゅう）
かすがもーるの南側にある南北100mの商店街。かつて当商店街にある眼鏡店がローカルCMにて鉄道唱歌の替え歌を歌いながら行き方を教えていた。かすがもーる同様、歩道部分はアーケードで覆われていたが、老朽化のため2022年（令和4年）に解体・撤去された。
春桜会通り（はるざくらかいどおり）・弁天通り商店街（べんてんどおりしょうてんがい）
かすがもーるおよび春日あべにゅうの東側にある通り。銀座通りを境に南側が春桜会通り、北側が弁天通りである。路車分離はされておらず、車は北側から南側へ一方通行である。小規模の飲食店が多い。
ベルメ桜町通り商店街（べるめさくらちょうどおり）、コリドー通り商店街（コリドーどおり）
中央商店街の東側にある通り。銀座通りを境に南側がベルメ桜町、北側がコリドー通りである。いずれも歩道部分がアーケードに覆われているが車道部の道幅が狭く、南側から北側への一方通行となっている。

### 問屋街
甲府城下町時代から存在する問屋街。かつては山梨県最大の問屋街であったが、1970年代より郊外へ移転する店舗が現れ、現在はその面影はほとんど残っていない。
八日通り（ようかどおり）
連雀町通り（れんじゃくまちどおり）

## 盛衰
上述の通り、高度経済成長までは賑わいを見せていた中央商店街であったが、1970年代より衰退の兆しが表れ始めた。高度経済成長時代より、山梨県内でもモータリゼーションが進行した。
しかし、甲府空襲後に策定された『甲府市戦災復興都市計画』の大幅縮小で、中心部の道路状況は戦前と変わらず、また小型店舗が密集していることから、自動車の駐車場設置がままならないことから、近代化に対応できない中央商店街の問題が、この頃から浮き彫りになっている。
また、甲府市中心部の渋滞が慢性化したことから、1971年（昭和46年）に南側へ迂回する形で甲府バイパスが開通し、1977年（昭和52年）には中央自動車道が勝沼インターチェンジまで延伸、さらに勝沼と甲府バイパスを繋ぐ勝沼バイパスも開通した。これに合わせるように、これまで中心部にあった青果市場が甲府バイパスに近い国母に移転。さらに1977年に中巨摩郡田富町（現在の中央市）に山梨県流通センターが完成し、これまで八日町や連雀通りにあった問屋が相次いで移転した。
甲府中央商店街も、1974年（昭和49年）に甲府銀座ビルを竣工してダイエーを誘致したり、これまで商工会が反対していた岡島百貨店の増床を認めるなどしたが、渋滞や駐車場不足を理由に中心街を避ける傾向が強まり、中央一丁目の歩行量は1974年時点で6.2万人あったのが、1982年（昭和57年）には2.3万人まで減少している。
1984年（昭和59年）に『甲府地域商業近代化実施計画』が策定され、また1986年（昭和61年）に開催されるかいじ国体に向けて商業施設の増床などが行なわれた結果、1986年には上述の歩行量は3万人まで回復している。また、この時期バブル景気により甲府市中心部の地価は上昇し、衰退した中央商店街は再び活性化する機運を見せかけていた。
しかし、かいじ国体が終了した1987年（昭和62年）に田富町の山梨県流通センターに隣接する甲府リバーサイドタウンにショッピングセンターが開業すると、歩行量は再び減少に転じた。1989年（平成元年）に中央商店街にあったオギノ本社が、甲府昭和インターチェンジに近い貢川地区へ移転（本社跡地は2007年までパセオとして営業継続し、現在はココリになっている）。ダイエーもトポスへ業態変更し、春日通りもかすがもーるにリニューアルを行なったが、駐車場不足は依然解消されないままでいた。
1990年代に入り、バブル崩壊すると上がり続けていた地価は下がり、郊外型のショッピングセンターの開業ラッシュや東京方面への交通手段の競争が激化し、ストロー効果も相まって商店街の衰退が一気に加速した。商店街の北西側にあった甲府西武が1998年（平成10年）に閉店すると、客足がさらに遠のき、2000年（平成12年）には、中央一丁目の歩行量が1万人を割り込むようになった。
山梨県や甲府市は、活性化の手段としてテナントの撤退により、閉鎖されていた貸ビルに競艇場外発売場や大手チェーンストアを誘致する案を提案したが、環境悪化を懸念する地元住民や、売上減少を懸念する商工会・商店街の反発により、いずれも白紙と化している。
商店街は、トポスが撤退した甲府銀座ビルに甲府市役所の出向機関とオギノを誘致し、甲府ワシントンホテルプラザの開発や無料送迎バスの運行、さらにはやまなし映画祭などのイベントを実施し客を取り戻そうとするが、空洞化に歯止めがかからず、2008年の中央一丁目の歩行量が5千人とさらに減少。2009年（平成21年）には、甲府市役所とオギノが甲府銀座ビルから撤退し、2010年代より指定暴力団稲川会系列の山梨一家による分家騒動に絡んだ抗争事件が激化しており、これらの影響も受けている。
2014年（平成26年）頃より、中央商店街のリニューアルが実施されており、まず甲府銀座ビルの建替えが決定し、複合型マンション「デュオヒルズ甲府」として2018年2月に竣工した。また、歓楽街にあり、多くのキャバレーが入居していた「芳野ビル」も改装され、2015年（平成27年）5月より「甲府ぐるめ横丁」としてリニューアルオープン。オリオン通り東側にある「オリオンイースト」についても改装が行なわれている。しかし、2023年2月には岡島百貨店が閉店（近隣のココリに縮小移転）するなど、商店の撤退が続く流れは2024年現在も変わっていない。

## 甲府商店街連盟
甲府商店街連盟（こうふしょうてんがいれんめい）は、中央商店街の店主らで結成された同盟である。

### 連盟の概要
中央商店街の街づくりを推進する一方で、大型店舗の開業や増床には一貫して反対の立場をとっている。1961年に岡島百貨店と甲府松菱百貨店が増床計画を立てたが、商店街連盟が商店擁護連盟を結成して対抗し、結果双方の百貨店は計画縮小を余儀なくされている。1970年代以降は、協力関係を築いた県内資本に代わり進出してきた県外資本の商業施設に対しての警戒を強め、2000年以降では甲斐市のラザウォーク甲斐双葉や昭和町のイオンモール甲府昭和といった、甲府市外の大規模ショッピングセンターの建設反対運動を行なっている。
この反対運動について、甲府市内の商店街や市外の地権者との軋轢を起こすことも少なくなく、たとえば1958年に甲府市役所が太田町にある甲府市遊亀公園への移転計画か持ち上がった際には甲府商店街連盟は同盟を結成して反対運動を起こすも、太田町周辺の商店街は賛成の立場をとり、市内の商店街が二分化する「南北戦争」に発展。結局移転計画は白紙になるも、移転賛成の立場をとった商店街は甲府商店街連盟から脱退し、「中部商店街連盟」を結成した。
また、1970年代には県外資本の大規模店が中央商店街に出店することを阻んできたが、中央商店街内にある銀座通り商店街が「甲府駅前に県外資本の大規模店が出店されたら中央商店街が衰退する」との理由から独自に甲府銀座ビルを建ててダイエーを誘致、1974年に「ダイエー甲府店」が開業し客の流れを中央商店街へ流動させることに成功している（ダイエー甲府店はトポスへ業態転換ののち1999年に閉鎖）が、他の商店街は対抗手段として上述の増床縮小以降協力関係を締結した岡島百貨店の再増床を一転して認め、さらに県内資本スーパーと共同でビル建設を模索したりするなどあくまで県外資本との対決姿勢を崩さなかった。
その他、イオンモール甲府昭和の建設に賛同する昭和町の地権者が「中心街のエゴ」と批判し、商店街連盟を支援する横内正明知事に対し説明会で抗議を行ったり、シンポジウムで中心街保護に否定的な発言が出ると会場から拍手が沸き起こるなど、商店街連盟の反対運動を懐疑的にとらえる者もいる。
総務省が発表した「経済センサス‐基礎調査」によると、2014年時点での山梨県の百貨店・総合スーパー店舗数は6店舗、人口10万人あたり店舗数は0.71店舗と全国ワーストである。また、売場面積が5万m2の大型商業施設は、山梨県内に存在しない。一方、東京都新宿区や立川市や八王子市は、大型商業施設の開店が相次いでおり、これらの都市へ向かうのに、中央線特急や中央高速バスで2時間以内である（しかも競争の激化から制限が緩く、かつ高割引の格安切符が設定されている）ことから、県内より山梨県外へのストロー効果のほうが、むしろ深刻とも捉えることができるが、甲府商店街連盟からその対策の陳情や活動は行われていない。
自治体や県経済界の会合には積極的に参加しており、度々地元紙の山梨日日新聞や全国紙の地方版、さらにはキー局テレビ番組のインタビューにも応じ、街づくりの在り方について答えている。特に中心街保護を提唱していた横内正明山梨県知事時代は、甲府市中心市街地活性化基本計画が制定されたこともあり、積極的な陳情や発言を行なっていた。
2024年（令和6年）6月、21年間務めていた会長が退任し、新会長が就任した。

### まちづくりに関する連盟の見解
甲府城に関する見解
甲府城復元の際天守閣の建造構想が持ち上がり、実現に向けて署名活動が行われている際「あれだけ立派なお城があって首（天守閣）がないわけにはいかない、全部完成してもらいたい」と推進する立場をとっている。尚、商店街連盟は建造に向けての協力団体として名を連ねている。
リニアモーターカー駅に関する見解
甲府市南部の大津町に建設予定のリニアモーターカー（中央新幹線）山梨県駅（仮称）について利用者を車で約30分かかる中心街へ誘導するよう甲府商工会議所と共に横内知事へ陳情。これを受け横内知事は中心街へのバス・ラピッド・トランジット（BRT）を利用した公共交通政策をいち早く提唱した（他地域への交通機関については一切触れていない）一方で、駅周辺には大型商業施設やオフィスビルの建設を抑制する方針を打ち出している。この方針に2013年に甲府市で開催された「エンジン01文化戦略会議」のシンポジウムの席上で甲府市中心街保護を訴えた横内知事に対し歴史学者の磯田道史と経済評論家の勝間和代から行き過ぎた中心街保護について否定的見解を受けている。
後任である後藤斎知事以降は横内知事の提唱を転換し、リニア駅周辺の開発を推進している。
批判に対する反論
これらの姿勢にバブル景気崩壊後長年に続く甲府中心部衰退の原因について商店街が郊外の大型店の責任とするばかりで街づくりの努力が不足しているのではとの指摘もあるが、商店街連盟の会長は2007年の読売新聞の取材に対し「金をかけてアーケードを作り、（やまなし映画祭や甲府大好き祭りなどの）祭りもやっている。バス（甲府シティシャトル）も運行している。」と反論している。
1989年（平成元年）より開始された甲府大好き祭りは続いているが、2005年（平成17年）より開始されたやまなし映画祭は2009年（平成21年）の開催後に主催であった甲府市商工会議所が事業から撤退。山梨県立大学や模型店が継承したものの2015年（平成27年）の第11回開催を最後に事実上終了。甲府シティシャトルも車両の老朽化と利用者の減少を理由に2017年（平成29年）3月26日を以て運行を終了している。
中心街の客層の見解
2011年の朝日新聞の取材では今後の商店街のあり方として中高年向けの街づくりとする一方で、若者向けに関しては「ミニ新宿やミニ渋谷のようにはしたくない」「若者の消費動向を追い続けるのは難しいし、経営者も若くないとついてゆけない」として消極的な態度をとっている。そのため、中央商店街を中心とする甲府駅半径2km圏内にインターネットカフェなどの施設は存在せず、小規模シネマコンプレックスもかつては存在したが、相次いで閉館し映画館も消滅した。カラオケボックスも一時期存在しなかったが、2024年現在はビッグエコーなど数店舗が存在する。
山梨県は2015年（平成27年）に山梨県内の居住者8000人を対象に山梨県買い物環境実態調査を実施し、2016年（平成28年）2月に公開。統計のほか自由意見も公開され、甲府市在住に限ると70代は「このままでよい」「特に不便を感じない」という評価が多かったが、60代になると「店がどんどん減っている」「将来が不安」という意見が出始め、30代以下にいたっては「中心部に大型ショッピングセンターがない」「甲府駅前や甲府商店街が近い場所でありながら、全く⾏こうと思わないのは問題(魅⼒がない。)」「よその町にとやかく言うより、自分たちの市へ人を呼べることを優先に考えるべき」という厳しい意見が散見されるなど、世代間で評価の相違が顕著になっている。

### 各企業・団体への対応
イオンモールへの対応
イオンモール甲府昭和に関しては「客を奪われてしまう」との理由から猛烈な抗議運動を行い、かつ計画中止を甲府商工会議所と共に横内知事へ陳情し、横内知事もこれに賛同したことから、40％の規模縮小を達成している。連盟はイオンモールに対して「いずれ撤退した場合、あとに何も残らなくなってしまう」としており、「昭和町もイオンに頼らない街づくりをもっと考えてほしい」と、イオンモールのある昭和町に対しても苦言を呈している。
また2014年2月5月に、空き店舗の増加で低迷している同商店街の北、丸の内紅梅地区にあるココリに、イオンモールが支援を表明すると「（イオンモール甲府昭和の）増床計画を理解してもらうためではないか」とし警戒を強め、その後イオンモール側が「増床計画とは別である」と急遽発表するなど、敵対心を崩していなかったが、2017年1月に甲府市・甲府商工会議所・イオン・商店街連盟の四者間で地域貢献協定を締結している。
2020年5月29日、イオンは店舗面積の不足を理由に同年11月末日を以てココリから撤退することを発表。これに対し商店街連盟は「増床の目的を果たし、中心地の店は不要になったのでは」と批判している。しかし、イオングループ側はそれを否定し、力を入れているお惣菜とイートインスペースを十分に増やせるほどのスペースがなかったことが要因と記者発表している。
スーパーマーケット「やまと」の誘致とその後の対応
2010年に商店街北側に開業した「ココリ」の食品街がわずか半年で撤退し、商店街周辺に住む高齢者の買い物難民が発生する恐れがあった。そこで商店街の若手有志は県内に展開するスーパーマーケット「やまと」に商店街への出展を要請し、やまとの小林社長も地域貢献のため出店を決意。近くに鮮魚店がある理由から鮮魚コーナーを置かない（その後鮮魚店側の依頼で鮮魚店を引き取り、鮮魚コーナーのある2店舗目を開店）などの配慮を示す一方で、甲府市からの補助金を受け取らないことで、補助金頼りの商店街に物申す姿勢を見せた。
しかし、やまとは県内企業とはいえ韮崎市に本社を置くいわば「市外の外様企業」であり、商店街の対応は冷ややかだった。出店直後に商店街からは重鎮への挨拶の助言や、やまと出店による自店の売上減少を指摘されたほか、やまとが積極的に元旦での福袋配布や各種イベントを開催していたが、協賛する店舗はほとんどなく、結果売り上げは伸び悩む。社長は自身の報酬減少を行いその分を家賃に充てるなどしたが、先述の通り商店街連盟がこれまで敵対していたイオンと地域貢献協定を締結したことで、やまとはお役御免となり撤退。やまとはその後経営が悪化し、卸会社からの契約解除などもあり、2017年12月に倒産している。
「キティちゃん神社」による使用許諾騒動
2013年1月27日に、街おこしの一環として「キティちゃん神社」を建立し、ハローキティの石像を飾ったがサンリオとのキャラクター使用許諾契約を結んでいなかったことが発覚。サンリオ側が報道を知って抗議を行ない、1月29日に撤去された。
これに関して、商店街連盟は「ハローキティの祠を作りたい」と相談したが、これを以て承諾したと思い込んでしまい設置したと釈明している。また、別の報道では連盟から「ちょっとした祠をつくりたい」との打診があり、話の内容からサンリオ側は家庭内で楽しむ程度と判断して「片隅に置いておくくらいなら」と使用を承諾したが、実際は100人が参加する除幕式が盛大に行われたのを報道で知り「聞いていた話と違う」として撤去を求めたとされている。
これに関してサンリオ側は「（個人目的ならともかく商業目的で）使用するならしっかり契約を結んでほしい」と述べている。なお、しばらくハローキティに代わり連盟会長宅の招き猫が置かれていたが、改めてサンリオと使用許諾契約を結び、3月5日に石像は再設置されている。

## 映画館
2001年（平成13年）時点で甲府中央商店街だけでも後述の4劇場があり、その他甲府西武の東隣の国際興業ビル内にあった「甲府シネマカリテ」や若松町にあった「テアトル甲府」、幸町にあった「甲府甲南劇場」（成人向け）、および国母にあった「グランパーク東宝8」を合わせて「人口に対するスクリーン数の多さは全国でも1、2」といわれるほどであった。
しかし市街地の空洞化とやまなし映画祭の負担などにより甲府中央商店街および甲府市内の映画館は一気に閉館し、2014年時点で甲府市内に残ったのは「シアターセントラルBe館」と「甲府甲南劇場」のみとなっていた。「甲府甲南劇場」は2021年11月23日に閉館し
、最後まで残った「シアターセントラルBe館」も2023年12月14日に休館となったことで、甲府市内から映画スクリーンが消滅することになった。なお、甲府中央商店街の範囲外であるが岡島百貨店跡地にシネマコンプレックスの出店が計画されている。
| シネコン・映画館名     | スクリーン数 | 閉館・休止日   | 備考                                           |
| ---------------------- | ------------ | -------------- | ---------------------------------------------- |
| 甲府東映セントラル     | 1スクリーン  | 2009年6月      | 甲府銀座ビル内。2008年営業休止                 |
| 武蔵野シネマ5          | 5スクリーン  | 2011年3月31日  | 甲府ワシントンホテルプラザ内。名目上は休止扱い |
| 甲宝シネマ             | 4スクリーン  | 2013年4月14日  | 甲府銀座ビル向かいの甲府101ビル                |
| シアターセントラルBe館 | 2スクリーン  | 2023年12月24日 | 甲府銀座ビル西側の単独建物。名目上は休止扱い   |

## アクセス
- 甲府駅より甲府中央商店街の北側の入り口となる「かすがもーる」まで徒歩7分。
  - 土・日曜は甲府駅バスターミナルから無料巡回バス「レトボン」が走っていたが、2017年3月26日で運行を終了した。